# Karamay
Karamay (克拉玛依 ; pinyin : Kèlāmǎyī ; ouïghour : قاراماي / Karamay) est une ville du nord de la région autonome du Xinjiang en Chine. Sa principale activité est l'extraction et le raffinage des produits pétroliers.

## Géographie
Karamay est située sur la bordure nord-ouest du bassin de steppes et de semi-déserts de la Dzoungarie, au nord de la région autonome du Xinjiang.

## Climat
Le climat est de type continental sec. Les températures moyennes pour la ville de Karamay vont de −15,7 °C pour le mois le plus froid à +27,8 °C pour le mois le plus chaud, avec une moyenne annuelle de +8,4 °C, et la pluviométrie y est de 108,5 mm (chiffres arrêtés en 1990).

## Histoire
La création de la ville, à la suite de la découverte d'un important champ pétrolifère, date de 1955.

## Démographie
Environ 75 % de la population de Karamay est constituée de Han, les 25 % restants se répartissant principalement entre Ouïghours, Kazakhs, Mongols et Hui.
La population de la préfecture était estimée à 269 600 habitants en 2000 et à 284 300 habitants en 2004, et celle de la ville de Karamay à 189 201 habitants en 2007.

## Culture
Les principales langues parlées sont l'ouïghour, langue de la famille des langues turques, et le dialecte de Karamay du mandarin zhongyuan.

## L'incendie de 1994 au Théâtre de l'amitié
Le 8 décembre 1994, un grave incendie a éclaté au Théâtre de l'amitié (友谊馆) qui a causé la mort de 325 personnes dont 288 enfants âgés entre 7 et 14 ans et 30 enseignants environ, selon des sources officielles. Beaucoup d'enseignants ont été tués alors qu'ils tentaient de protéger et d'évacuer les étudiants de l'immeuble, dont les conditions de sécurité n'étaient pas adéquates. Un spectacle était organisé à ce moment pour un certain nombre de fonctionnaires du gouvernement local, qui ont réussi à s'échapper avant les autres en voyant le feu. Certains ont été ensuite accusés de négliger leur devoir et ont reçu des peines de prison allant jusqu'à 5 ans.

## Économie
Karamay, dont le nom signifie « huile noire » en ouïghour, est surtout connue pour ses très importants gisements de pétrole et de gaz naturel. Le début de leur exploitation commerciale date de la mise en service du puits no 1 de Heiyoushan le 31 octobre 1955. Bien qu'il existe d'autres ressources naturelles, comme le charbon ou le gypse, la principale activité économique de Karamay est l'extraction et le raffinage des produits pétroliers, qui représente environ 90 % des revenus.
Les champs pétrolifères de Karamay sont les plus importants découverts en Chine depuis la fondation de la République populaire. Ils ont produit en 50 ans (statistiques de 2006) 226 millions de tonnes de pétrole brut et 3,43 milliards de mètres cubes de gaz naturel, l'objectif étant, grâce à la découverte de nouveaux gisements, d'atteindre une production annuelle de 20 millions de tonnes équivalent-pétrole en 2010.
Une zone éco-agricole de 333 km2 a été développée à partir de 1999 à 10 km au sud-est du centre-ville. Des cultures irriguées y sont progressivement implantées.
En 2006, le PIB total a été de 47,3 milliards de yuans, et le PIB par habitant de 96 006 yuans.

## Transports
Karamay est située à environ 380 km par la route (autoroute 312 et route 217) de la capitale provinciale Ürümqi. Il existe un vol quotidien de la compagnie China Southern Airlines entre l'aéroport de Karamay (code AITA KRY) et Ürümqi.

## Sites touristiques

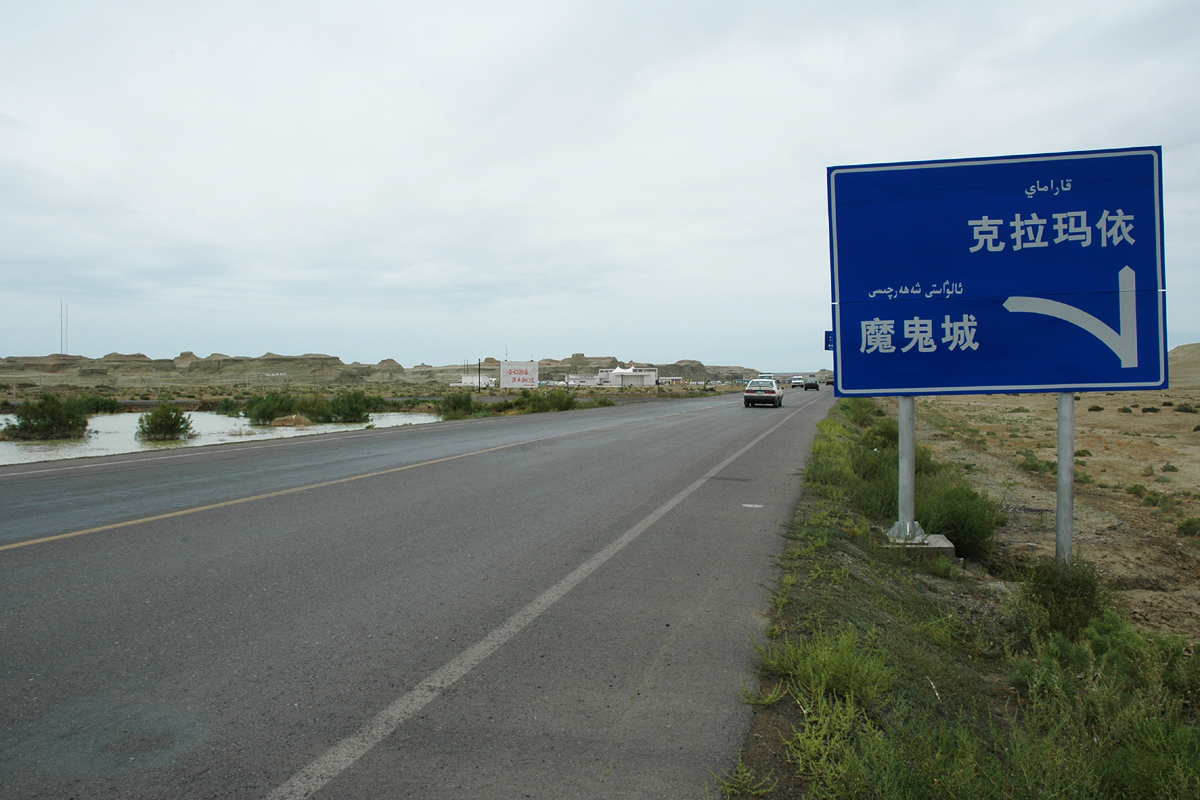
Route G-217 près de la « ville-fantôme » d'Urho

Le principal site touristique de la région est la « ville-fantôme » ou « château-fantôme » d'Urho, vaste zone de 30 km2 où le vent a érodé les collines en leur donnant l'apparence de toutes sortes de constructions - pagodes, temples, pyramides - ou d'animaux, et où, par grand vent, on peut entendre des sons impressionnants.
Le parc de la montagne de l'Huile noire et le puits no 1 sont deux autres curiosités locales.

## Faune
Les principaux animaux sauvages vivant dans la région sont la gazelle de Mongolie (Procapra gutturosa), le lièvre, le sanglier (Sus scrofa), le renard et le faisan sauvage.

## Subdivisions administratives
La ville-préfecture de Karamay exerce sa juridiction sur quatre districts :
- le district de Karamay - 克拉玛依区 Kèlāmǎyī Qū ;
- le district de Dushanzi - 独山子区 Dúshānzǐ Qū ;
- le district de Baijiantan - 白碱滩区 Báijiǎntān Qū ;
- le district d'Urho - 乌尔禾区 Wū'ěrhé Qū.

### Sources principales
- (en) Karamay City (ChinaCulture.org)
- (fr) Stratégie agricole de la ville pétrolière
- (en) Urho Ghost Castle (site gouvernemental)